# Municipio de Villa Guerrero (Estado de México)
El municipio de Villa Guerrero es uno de los 125 municipios del Estado de México. Se trata de un municipio mexicano principalmente rural en la región sur del estado, con una superficie de 210,535 km². Su cabecera municipal es la población homónima de Villa Guerrero. Limita al norte con Tenango del Valle; al este con Tenancingo y Zumpahuacán; al sur con Ixtapan de la Sal, y al oeste con Coatepec Harinas. Además, en la zona norte comparte territorio con la reserva federal del Nevado de Toluca. Según el censo de población del 2015 tiene una población total de 67 929 habitantes.
El municipio de Villa Guerrero es conocido por su gran producción de flores de gran diversidad. La floricultura es la principal actividad que ocupa a la población, siendo el mayor impulso de la economía regional.  El desarrollo fructífero de esta actividad se debe gracias al clima templado, suelos fértiles y abundante agua gracias a la cercanía con el volcán Xinantécatl.

## Toponimia

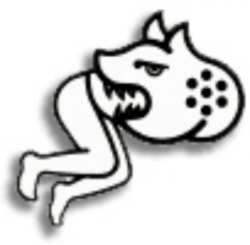
Glifo representativo de Villa Guerrero.

Villa Guerrero fue conocida como Tecualoyan hasta el 20 de abril de 1867, cuando se llevó el cambio de nombre mientras el coronel Germán Contreras fungía como gobernador interino del Estado de México. Este acto fue concebido «en honor a los valiosos servicios prestados por sus habitantes a la patria durante la guerra de Reforma». La palabra Tecualoyan (del náhuatl Tecualo «morder o comerse algo»─ y Yan «Lugar»), según la interpretación más aceptada significa «Lugar donde hay fieras devoradoras», sin embargo, algunos investigadores dan otro significado a ese vocablo como, «Lugar donde se devora» o «Lugar donde hay gente fiera y brava». 
El glifo representativo del municipio muestra a un jaguar u ocelote y una figura con la mitad de un cuerpo humano entre sus fauces, pareciendo que un hombre está siendo devorado por un animal.
Villa Guerrero es conocido internacionalmente como La Capital de la Flor en México, debido a que se trata del principal productor de flores en ese país.[cita requerida]

## División política
De conformidad con el artículo 11 del Bando Municipal 2016, el municipio se encuentra conformado por los siguientes centros de población:
- Una villa (cabecera municipal)
- Cinco pueblos
- Treinta y cinco rancherías
- Tres caseríos

### Cabecera municipal
La cabecera municipal es la comunidad de Villa Guerrero, nombre homónimo del nombre del municipio. Dicha demarcación territorial está compuesta por los siguientes barrios: La Cruz, San Patricio, Pueblo Nuevo (también conocido como Barrio de Guadalupe), Santa Rita, San Judas, La Campana, San Miguel, Santa Cecilia, El Carmen, El Columpio, La Ladrillera y El Sagrado Corazón de Jesús.[cita requerida]

### Pueblos
- Porfirio Díaz
- San Mateo Coapexco
- Santiago Oxtotitlán
- Totolmajac
- Zacango

### Rancherías
- Buenavista
- Coxcacoaco
- Cruz Vidriada
- Cuajimalpa
- Ejido de la Finca
- Ejido de San Mateo Coapexco
- El Carmen
- El Islote
- El Izote
- El Moral
- El Peñón
- El Venturero de Santa María
- Jesús Carranza
- La Finca
- La Joya
- La Loma de la Concepción
- Los Ranchos de San José
- Matlazinca
- Potrerillos de Santa María
- Potrero de la Sierra
- Potrero del Moral
- Potrero Nuevo
- Progreso Hidalgo
- San Bartolomé
- San Diego
- San Felipe
- San Francisco (antes, San Francisco Yancuitlapan, nombre que cayó en desuso)[cita requerida]
- San Gaspar
- San José
- San Lucas

- San Miguel
- San Pedro Buenos Aires
- Santa María Aranzazú
- Tequimilpa
- Zanjillas

### Caseríos
- Los Arroyos
- San Martín
- San Lucas Totolmajac

#### Asentamientos al interior de pueblos y rancherías
En el transcurso del tiempo han ido surgiendo asentamientos al interior de algunos de los pueblos y rancherías antes citados. Dichos establecimientos son del tipo caserío o barrios y que aún no son reconocidos como comunidades autónomas; tales como los siguientes casos:
- En San Francisco se localizan: San Isidro (El Aguacate Dulce), La Valenciana y San Luis.
- En San Lucas: Los Reyes.
- En Totolmajac: El Moral, Loma de en medio, Loma Linda y San Lucas.
- En Zacango: El Venturero y la Loma de la Capulín.
- En la Finca: San Martín.
- En San Bartolomé: La Ventanilla.
- En Santa María Aranzazú: El Potrero.
- En San Felipe: Cantarranas y los Arroyos.

Asimismo, han aflorado nuevos centros residenciales:
- En el lado poniente de la cabecera municipal, sobre la calle Héroes del 14 de septiembre de 1857, se levanta la Unidad Habitacional "15 de Mayo", también conocida como "Unidad de los Maestros".
- En la comunidad de la Joya existe un conjunto residencial con el nombre de “Residencial Quinta Eugenia”.
- En el poniente de la Cabecera Municipal, a las orillas del libramiento de la carretera federal 55, se localiza el conjunto residencial “La Joya”.

## Geología
El suelo ocupado por el municipio de Villa Guerrero tiene su origen en la era Terciaria, es decir, hace aproximadamente 100,000 años. El suelo ha sido caracterizado por la influencia del volcán Xinantécatl, el cual ha dejado grandes masas rocosas ígneas intrusivas y extrusivas. Tal es la influencia del volcán que en el territorio municipal se encuentran bancos de tezóntle sobre la superficie.[cita requerida]

## Símbolos

### Himno
La letra del himno, cuyo autor fue el profesor Isaías Albarrán Guadarrama, es la siguiente:
Municipio de Villa Guerrero
Paraíso de fiesta y canción;
Tu terruño feraz es pionero,
De progreso es esta región.
Estrofa I
Cuando el sol en levante se asoma,
Para darte su luz cada día;
Tu pradera se torna armonía,
De trabajo, fragancia y color.
Y en su ámbito alegre se escucha,
Que una voz que al cenit se levanta;
Es el himno de lucha que canta,
El labriego que va a su labor.
Estrofa II
Majestuoso el gentil Xinantécatl,
Con recelo vigila tus pasos;
Y te extiende amoroso sus brazos,
Para darte infinito fulgor.
Y el Tintojo y el Tescal se alejan,
Jugueteando sibre tus paisajes;
Esparciendo en hermosos lenguajes,
Un mensaje sublime de amor.
Estrofa III
La excelencia de tu áureo presente,
En gloriosos pasado de la finca;
Pues la noble raza matlazinca,
Tus valores supo cimentar.
Y hoy por eso es mi mente recuerda,
Con efecto a la gran Tecualoya;
Que cual límpida y fúlgicida joya,
Sempiterna habrá de brillar.
Estrofa IV
Sea el fin de esplendor el motivo,
Que nos mueva a lograr la pobreza;
De forjarle perenne grandeza,
A la tierra que nos vio nacer.
Y el fanal colosal se convierta,
La figura ejemplar de Guerrero;
Para dar claridad al sendero,
Que nos lleve a cumplir el deber.

## Política y gobierno
| Presidente municipal         | Periodo   |
| ---------------------------- | --------- |
| Rodolfo Martínez García      | 2000-2003 |
| Alicia Estrada Moreno        | 2003-2006 |
| Edgar Ignacio Beltran García | 2006-2009 |
| Tito Maya de la Cruz         | 2009-2012 |
| Sergio Estrada González      | 2013-2015 |
| Tito Maya de la Cruz         | 2016-2018 |
| Delia Nava Nava              | 2019-2021 |

## Ceremonias cívicas locales
Amén de las festividades históricas y civiles propias de México, Villa Guerrero ha instituido dos ceremonias propias de su demarcación y que rememoran pasajes fundamentales para el desarrollo del municipio:
- El 1 de enero se conmemora la erección municipal, ocurrida en 1826, del otrora municipio de Tecualoyan.
- El 20 de abril se celebra que la cabecera municipal fue ascendida, en 1867, a la categoría de Villa Guerrero, en reconocimiento a los valiosos servicios prestados por sus habitantes a la patria durante la Guerra de Reforma.[5]

## Floricultura y ventajas logísticas
La floricultura es la base de la economía del municipio de Villa Guerrero, considerado el principal productor de flores de México. Según informes del gobierno municipal, la producción de flores generó ingresos por 1,827 millones de pesos en 2010. Sin embargo, los ingresos por exportación apenas corresponden al 10% de la producción total de flores, según las estimaciones más favorables.
En este sentido, Villa Guerrero es un paraíso de proveedores de flores ornamentales vastamente inexplorado por compañías estadounidenses y canadienses de venta de flores por mayoreo. Estas transnacionales compran flores que se transportan en avión desde países tan remotos como Colombia, Ecuador, Países Bajos o Kenia.[cita requerida]
En contrapunto, el municipio de Villa Guerrero se encuentra a una distancia por autopista de apenas 1,152.00 km (716.00 mi) de Laredo, Texas. Esto quiere decir que las flores de Villa Guerrero pueden llegar a Estados Unidos en tan sólo 13 horas de viaje por tierra. Además, el Aeropuerto Internacional de Toluca, subutilizado a la fecha, se encuentra a una distancia en autopista de solo 69,00 km (~ 42,87 mi) o una hora de viaje por tierra desde la Capital de la Flor en México, lo que lo convierte en una opción de transporte aéreo más competitiva para los mercados de flores de Canadá y Estados Unidos que las de cualquier otro país cultivador de flores en el mundo. Las inmensas ventajas en la reducción del costo de envío y la reducción del tiempo de traslado desde la cosecha hasta la puesta en exhibición de las flores en el mercado estadounidense y canadiense tienen el potencial de convertir a Villa Guerrero en el proveedor de flores predilecto de ambos países, ya que permitiría a sus compañías vendedoras de flores un incremento nunca antes visto en la calidad de la oferta de flores, incluso en sus territorios más remotos, a un precio extremadamente competitivo. Dado que México ya tiene un acuerdo de libre comercio con estas naciones (el T-MEC), esta podría ser una oportunidad para que el país se convierta en el principal exportador de flores ornamentales a Estados Unidos y Canadá.[cita requerida]
El municipio de Villa Guerrero posee un microclima estable que le permite mantener su alta producción de flores durante todo el año. Esto también representa una ventaja, en comparación con países en los que los cambios drásticos en el clima limitan la producción de flores a estaciones específicas del año.[cita requerida]
Asimismo, la infraestructura con la que cuentan los productores de flores en el municipio les permite ejecutar sofisticados procesos de postcosecha en los que las flores se procesan rápidamente para su traslado en camiones refrigerados, y su almacenamiento en cámaras de enfriamiento. Esto permite que las flores mantengan una longevidad ideal una vez en manos del consumidor.[cita requerida]
Aunque la producción de flores del Municipio de Villa Guerrero se mantiene constante durante todo el año, ésta se incrementa ostentosamente para cubrir la gran demanda de cuatro fiestas nacionales de México: el Día de San Valentín -en México también conocido como Día del Amor y la Amistad- el Día de las Madres, el Día de los Muertos , y el Día de la Virgen de Guadalupe.[cita requerida]
El Municipio de Villa Guerrero es uno de los mayores productores de marigold mexicano -en México conocido como cempasúchitl (Tagetes erecta) o flor de muerto- cuya mayor producción se encuentra en las vastas tierras ejidales de la ranchería Progreso Hidalgo. Aunque la planta de marigold es autóctona de México, son muchos los cultivadores que hoy en día optan por producir variedades híbridas de marigold, ya que éstas resultan más atractivas en el mercado nacional y extranjero dado que poseen un mayor vigor y longevidad en comparación a sus homólogas nativas. Aun cuando la planta de marigold tiene una gran demanda mundial por sus usos en la industria cosmética, alimenticia, y de los pigmentos, en México ésta se produce casi exclusivamente para satisfacer la demanda de las ofrendas que se erigen durante la celebración del Día de los Muertos.[cita requerida]
Para la mayoría de las familias mexicanas contemporáneas, la formación académica de las nuevas generaciones es un proceso sumamente importante. Por ello, la culminación de los estudios de educación básica, educación media superior, y educación superior, suele ser motivo de grandes fiestas familiares e institucionales. Por ello, durante las primeras dos décadas del siglo XXI los floricultores de Villa Guerrero han experimentado una tendencia al alza en la demanda de flor de corte durante la temporada de graduaciones de verano -principalmente en el mes de julio- en México.[cita requerida]

## Central de Abasto de Villa Guerrero
La Central de Abasto de Villa Guerrero comenzó sus operaciones el 21 de octubre de 2017 y cuenta con una superficie total de 234,730.94 m². La flor de corte es el principal producto comercializado en la Central de Abasto de Villa Guerrero. Sin embargo, este proyecto ofrece diversas oportunidades de comercio para los agricultores, ganaderos, productores de fresa/frutilla (fragaria), y comerciantes de artículos relacionados con la floricultura de la región. Este espacio también es una opción atractiva y conveniente para miles de comerciantes interestatales que desde su inauguración, acuden a la Central de Abasto de Villa Guerrero para satisfacer su gran demanda de productos relacionados con la floricultura. Estos productos se transportan a todos los estados de la República mexicana y al extranjero (principalmente a Estados Unidos).  
Este espacio de comercio masivo tiene conexión directa a la autopista Ixtapan de la Sal - Tenango del Valle (Carretera Federal 55D, segunda sección), y a la Carretera Federal 55. Es por ello que los comerciantes mayoristas que usualmente transportan su mercancía en camiones y tractocamiones (camión articulado), prefieren acudir a las amplias instalaciones de la Central de Abasto de Villa Guerrero ubicadas en las inmediaciones de la ranchería La Finca (Villa Guerrero), en lugar de visitar otras centrales de abasto ubicadas dentro de ciudades densamente pobladas; con problemas de circulación vehicular, y de falta de espacio para maniobras de vehículos comerciales.   
Así, la Central de Abasto de Villa Guerrero se ha consolidado como la meca comercial de la floricultura en el Estado de México, y se encamina a superar a la Central de Abasto de la Ciudad de México como el mercado de flores más importante de todo el país.  
La Central de Abasto de Villa Guerrero cuenta con vialidades de 6 metros de ancho, suficientes para la circulación de automóviles en doble sentido, un acceso directo a la Autopista Ixtapan de la Sal - Tenango del Valle (Carretera Federal 55D, segunda sección), un acceso directo a la Carretera Federal 55, dos estaciones gasolineras diseñadas específicamente para facilitar las maniobras de tractocamiones y otros vehículos de gran tamaño, y un pozo industrial para satisfacer la gran demanda de agua de los comerciantes de flores. 
Además, el gobierno municipal de Villa Guerrero está realizando trabajos para la mejora del área de carga, estacionamiento, drenaje, desagüe pluvial, y pavimentación. Finalmente, este proyecto conlleva la construcción de locales comerciales, bodegas simples, bodegas refrigeradas, restaurantes, banco, capilla, y zona de alimentos entre otros servicios.

## ASFLORVI & ExpoFlor México
La Asociación de Floricultores de Villa Guerrero, A.C. está situada en la cabecera municipal de Villa Guerrero y cuenta con un registro de más de 700 asociados, lo cual la convierte en la mayor asociación de floricultores de México. Conocida por sus siglas, ASFLORVI se fundó en 1991 y está compuesta por los principales productores de flores, follaje y buqués florales de Villa Guerrero. Hoy, ASFLORVI se reconoce internacionalmente, ya que es anfitriona de la ExpoFlor México. 
La ExpoFlor México es el evento floricultural más importante en el Estado de México y fue originalmente ideado por la Asociación de Floricultores de Villa Guerrero A.C. Este evento se realiza anualmente y en 2018 contaba con una trayectoria de 27 ediciones. La ExpoFlor México reúne a los representantes de las compañías con mayor relevancia en la industria de la floricultura en México entre los que destacan HilverdaKooij, Plantas Técnicas Plantec, Ball SB, Sakata Seeds, Takii, Grofit Flower Seeds. Este evento usualmente se realiza durante el otoño en las instalaciones del Tecnológico de Estudios Superiores de Villa Guerrero, la mayor institución universitaria de la región.  
En la ExpoFlor México los principales socios comerciales y productores de flores de México se reúnen para intercambiar sus conocimientos, encontrar nuevos socios comerciales y establecer vínculos de cooperación con las entidades gubernamentales encargadas de trabajar en beneficio de todas las partes.
ASFLORVI busca expandir la presencia de la flor mexicana en el mercado internacional.

## Gastronomía
Los platillos fuertes son las barbacoas de cordero el obispo, arroz con mole y pierna de pavo o pollo, nopalitos y carnitas de cerdo con cueritos. Las bebidas tradicionales son el pulque y las aguas de fruta.